# Arthur MacGregor
Pour les articles homonymes, voir MacGregor.
Arthur MacGregor est un universitaire et auteur britannique, "qui a largement inventé l'idée de l'histoire des musées".
MacGregor a passé la plupart de sa carrière à l'Ashmolean Museum, avant d'être nommé directeur de la Society of Antiquaries of London.
Il est président de la Society for the History of Natural History de 2015 à 2018, où il succède à Hugh Torrens (en).